# Kucze (Mrągowo)
Kucze [ˈkut͡ʂɛ] (deutsch Kutzen) ist ein kleiner Ort in der polnischen Woiwodschaft Ermland-Masuren. Er gehört zur Gmina Mrągowo (Landgemeinde Sensburg) im Powiat Mrągowski (Kreis Sensburg).

## Geographische Lage
Kucze liegt am Ostufer des Kutzsees (1938 bis 1945 Budensee, polnisch Jezioro Kuc) in der südlichen Mitte der Woiwodschaft Ermland-Masuren. Die Kreisstadt Mrągowo (deutsch Sensburg) liegt zehn Kilometer in nordwestlicher Richtung.
Der Ort ist über einen Landweg zu erreichen, der bei Kosewo von der polnischen Landesstraße 16 (einstige deutsche Reichsstraße 127) abzweigt.

## Geschichte
Der Weiler (polnisch Osada) Kutzen bestand ursprünglich lediglich aus einem kleinen Gehöft, entwickelte sich dann zu einer kleinen Landgemeinde, die 1874 in den Amtsbezirk Muntowen eingegliedert wurde. Er gehörte bis 1945 zum Kreis Sensburg im Regierungsbezirk Gumbinnen (ab 1905: Regierungsbezirk Allenstein) in der preußischen Provinz Ostpreußen. Im Jahre 1910 zählte Kutzen 21 Einwohner.
Am 30. September 1928 gab Kutzen seine Eigenständigkeit auf und wurde in die Nachbargemeinde Kossewen (1938 bis 1945 Rechenberg, polnisch Kosewo) einbezogen. In Kriegsfolge kam der kleine Ort 1945 mit dem gesamten südlichen Ostpreußen zu Polen und erhielt die polnische Namensform „Kucze“. Eingegliedert in das Schulzenamt (polnisch Sołectwo) Kosewo ist Kucze heute eine Ortschaft innerhalb der Gmina Mrągowo (Landgemeinde Sensburg) im Powiat Mrągowski (Kreis Sensburg), bis 1998 der Woiwodschaft Olsztyn (Allenstein), seither der Woiwodschaft Ermland-Masuren zugehörig.

## Religion
Bis 1945 war Kucze in die evangelische Kirche Barranowen (1938 bis 1945 Hoverbeck, polnisch Baranowo) in der Kirchenprovinz Ostpreußen der Kirche der Altpreußischen Union sowie in die römisch-katholische Kirche St. Adalbert Sensburg im Bistum Ermland eingepfarrt.
Heute gehört Kucze katholischerseits zur Pfarrei Kosewo im Erzbistum Ermland der polnischen katholischen Kirche. Evangelischerseits ist der Ort der St.-Trinitatis-Kirche Mrągowo in der Diözese Masuren der Evangelisch-Augsburgischen Kirche in Polen zugeordnet.